# Jahvista

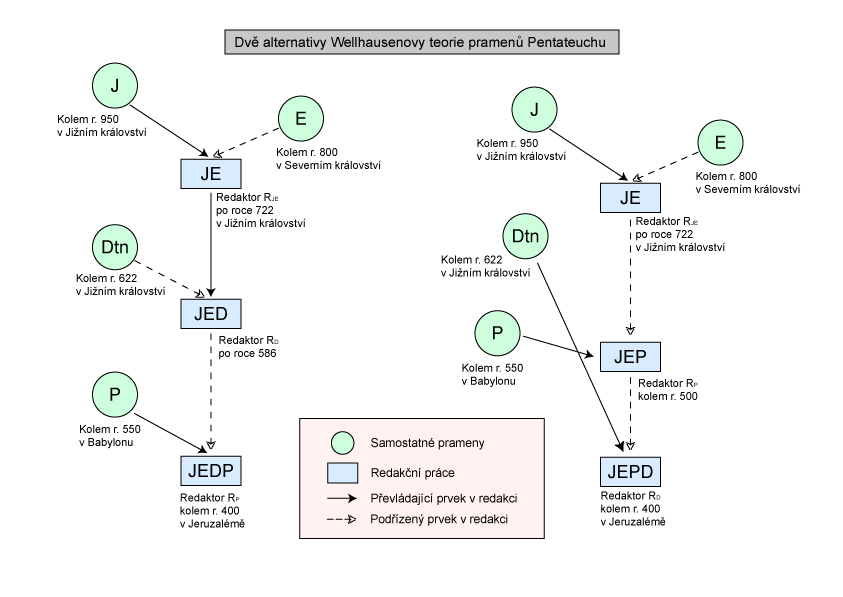
Schéma údajných hlavních autorů Tóry

Jahvista je jedním z několika hypotetických autorů 5 Knih Mojžíšových a některých dalších biblických knih. Žil pravděpodobně kolem 10.-9. století př. n. l. v jižním judském království.

## Vznik teorie
Některé teorie o vzniku Tóry zastávají názor, že 5 Knih Mojžíšových nebylo napsáno Mojžíšem, nýbrž jde o kompilaci mnoha různých textů od rozličných autorů.
Nazývají se:
- Jahvista
- Elohista
- Deuteronomista
- Kněžský kodex

Nejranějším z těchto autorů je údajně "jahvista", který žil v 10.-9. století př. n. l. Získal své označení podle častého užívání Božího jména JHVH (čte se většinou jako Jehova nebo Jahve).

## Charakteristika jahvisty
Jahvistický autor má údajně několik hlavních charakteristik, které vychází ze základních premis:
1. Autor žil v určité době, která se odráží v jeho textu
2. Autor psal některé texty na základě starších ústních či písemných pramenů
3. Autor psal text s určitým záměrem a účelem

Pomocí těchto premis lze zpětně zrekonstruovat, kým jahvista byl a které biblické texty napsal.

### Jahvistická škola
Podle složení jahvistického textu se zdá, že jahvista byl silně spojen se školou proroka Samuela, Nátana a Gáda vidoucího, a to nejdříve ve spojeném a později judském království. Někteří tradiční autoři se domnívají, že základ tohoto textu byl napsán výše zmíněnými proroky. Jiní badatelé však soudí, že jde o spisovatele, který pouze pocházel z judské prorocké školy a příběhy buďto znal od aktérů děje nebo přímo vlastní zkušeností.
Jahvistický text není v dnešní Bibli kompletní. Nacházíme ho pouze v delších a kratších fragmentech.

## Jahvistické prvky

### Užívání jiných jmen a názvů
Jahvista používá pro některé osoby nebo místa odlišné jméno než elohista. Příkladem může být Mojžíšův tchán Reúel, kterého jahvista nazývá Jetro, nebo hora Horéb (také Choréb), která je v jahvistickém textu pojmenovává mnohem známějším označením - hora Sínaj.

## Lidský Bůh
Jahvista je údajně autorem těch textů, které popisují Boha s antropomorfními, tedy lidskými rysy. Jeho hlavní charakteristikou je milosrdenství. Člověk je souzen podle záměrů srdce.
Pasáže v Tóře, kde Bůh vdechne život do Adama, kráčí v zahradě, zhotoví oděv pro Adama s Evou, dohaduje se s Abrahámem o zkáze Sodomy, mluví tváří v tvář s Mojžíšem nebo napíše Desatero přikázání vlastním prstem na desky, jsou typickými literárními obraty, které jahvista používá.
Jahvistický Bůh rád debatuje s člověkem. Chce s ním být v interakci a netouží po slepé poslušnosti. Vysvětluje svoje pohnutky člověku a "není záhadný". Má lidskou podobu, sedí na trůnu, má vlasy a také hlas.